# NGC 2896
NGC 2896 (również PGC 26985) – galaktyka eliptyczna (E), znajdująca się w gwiazdozbiorze Lwa. Odkrył ją Heinrich Louis d’Arrest 1 maja 1864 roku.